# Frank Buck – Abenteuer in Malaysia
Frank Buck – Abenteuer in Malaysia (Originaltitel: Bring ’Em Back Alive) ist eine US-amerikanische Abenteuerserie, über einen Großwildjäger im Singapur der späten 1930er Jahre. Sie wurde von Columbia Pictures Television produziert und lief von 1982 bis 1983 auf dem US-Fernsehsender CBS.

## Handlung
Der Großwildjäger Frank Buck jagt im Singapur der späten 1930er Jahren Tiere ohne sie dabei zu töten. Er operiert dabei aus dem Raffles Hotel. Er jagt nicht nur Wildtiere, sondern auch Spione, Schmuggler und Nazis. Viele Abenteuer erlebt er mit Gloria Marlowe, der Vizekonsulin der USA in der britischen Kronkolonie Straits Settlements (wozu Singapur damals gehörte).

## Besetzung
- Bruce Boxleitner: Frank Buck, ein US-amerikanischer Großwildjäger
- Cindy Morgan: Gloria Marlowe, eine US-Vizekonsulin
- Clyde Kusatsu: Ali, Franks Assistent und Freund
- Ron O’Neal: H. H., ein fiktiver Sultan von Johor[2]
- Sean McClory: Myles Delaney, der Manager des Raffles Hotels
- John Zee: G. B. von Turgo, ein Schmuggler und der König der Unterwelt von Singapur[3]

## Produktion
Die Serie wurde im Studio in Kalifornien sowie in Arcadia gedreht. Dschungelszenen wurden im Los Angeles County Arboretum and Botanic Garden nachgestellt und Landschaftsaufnahmen stammten aus Hawaii.

## Veröffentlichung
Die Serie lief in den USA dienstagabends in Konkurrenz zu Das A-Team und der Sitcom Happy Days und hatte infolgedessen schlechte Quoten. Sie wurde nach nur 17 Folgen wieder eingestellt. Dr. Thomas Radecki von der Southern Illinois University kritisierte die Serie als gewaltverherrlichend.
In Deutschland lief die Serie ab Oktober 1993 zunächst bei ProSieben, später wurde sie bei Kabel eins und Premiere wiederholt. Die Serie wurde von der TaunusFilm Synchron Berlin synchronisiert. Patrick Winczewski sprach die Hauptrolle des Frank Buck, Arianne Borbach die Rolle der Gloria Marlowe und Wolfgang Ziffer die Rolle des Alis.
Die Serie erhielt nie eine DVD-Veröffentlichung und ist auch nicht über Streaming-Portale verfügbar.

## Trivia
- Bruce Boxleitner und Cindy Morgan spielten auch beide Hauptrollen in dem ebenfalls 1982 erschienenen Film Tron.
- H. H. fährt in der Serie eine speziell angefertigte Version des Rolls-Royce Phantom II.[11]
- Die Serie entstand – genau wie Die Himmelhunde von Boragora – im Fahrwasser der äußerst erfolgreichen Indiana-Jones-Kinofilmreihe, konnte jedoch nicht an deren Erfolg anknüpfen, weshalb sie bereits nach nur einer Staffel eingestellt wurde.
- Frank Buck war eine real existierende Person, die jedoch „mit seiner Fernsehversion nur den Namen“ gemeinsam hatte.[12] Der richtige Buck schrieb ein Buch mit dem Titel Bring ’Em Back Alive[1], spielte unter anderem in dem Film Jungle Menace (Regie: George Melford und Harry L. Fraser) aus dem Jahr 1937 mit und hatte eine Radiosendung bei den RKO-Radiostationen.[13]